# 16ª Brigata aerea dell'esercito "Brody"
La 16ª Brigata aerea autonoma dell'esercito "Brody" (in ucraino 16-та окрема бригада армійської авіації «Броди»?, 16-ta okrema bryhada armijs'koï aviaciï «Brody», unità militare A2595) è un'unità dell'aviazione dell'esercito dell'Ucraina, direttamente subordinata al Comando delle Forze terrestri e con base a Brody.

## Storia
Le origini della brigata risalgono al 119º Reggimento elicotteri, formazione sovietica nata nel 1981 proprio a Brody, che combatté in Afghanistan dal 1983 al 1988. Dopo il crollo dell'URSS, nel 1992 passò sotto la giurisdizione dell'Ucraina, venendo riorganizzato come 3ª Brigata aerea dell'esercito.
A partire dal 1996 gli elicotteri e gli equipaggi della brigata presero parte alle esercitazioni congiunte del Partenariato per la pace. Contemporaneamente l'unità venne impiegata in diverse missioni di pace delle Nazioni Unite, come nella Repubblica Democratica del Congo e nell'ex-Jugoslavia.
Nel 2003 la brigata venne trasformata nel 3º Reggimento aereo dell'esercito, e in tale forma prese parte alle missioni ONU in Liberia, Costa d'Avorio e Sierra Leone. Fino al 2012 partecipò in totale a 21 missioni di peacekeeping.
Nel dicembre 2012 il reggimento venne nuovamente riorganizzato, diventando la 16ª Brigata aerea dell'esercito. A partire dal 2014 ha preso parte alla guerra del Donbass, svolgendo missioni di combattimento presso Slov"jans'k, Lyman, Kramators'k, Družkivka, Bachmut, Torec'k, Debal'ceve e Amvrosiïvka.
Il 23 agosto 2017 la brigata venne insignita del titolo onorifico "Brody", nell'ambito del ripristino delle tradizioni storiche delle Forze armate ucraine. Il 29 maggio 2019 il comandante della brigata, colonnello Ihor Mazepa, è morto nella regione di Rivne in seguito allo schianto di un elicottero Mi-8 durante un volo di addestramento. Nel 2022 l'unità venne schierata nel distretto di Brovary in seguito all'invasione russa dell'Ucraina. Nel corso del conflitto ha operato nelle regioni di Kiev, Donec'k, Luhans'k e Charkiv. Il 2 luglio 2025 il presidente ucraino Volodymyr Zelens'kyj ha conferito alla brigata l'onorificenza "Per il Valore e il Coraggio".

## Simboli
Lo stemma della brigata raffigura cinque punte di lancia dorate, che rappresentano la versione stilizzata del rotore di un elicottero. Al centro si trova un giglio d'argento, elemento dello stemma della città di Brody, sede dell'unità. Lo sfondo è di colore cielo tempestoso, che sottolinea il ruolo cruciale della brigata nella formazione degli specialisti, nella partecipazione alle ostilità e nelle operazioni di mantenimento della pace.

## Comandanti
- Colonnello Ihor Jaremenko (2014 - dicembre 2017)[9]
- Colonnello Ihor Mazepa (dicembre 2017 - ottobre 2019) †[6]
- Colonnello Pavlo Bardakov (ottobre 2019 - giugno 2023)[10]
- Colonnello Oleh Starčenko (giugno 2023 - in carica)[10]